# Джонни Синс
Джонни Синс (англ. Johnny Sins, настоящее имя Стивен Вульф (англ. Steven Wolfe); род. 31 декабря 1978 года, Питтсбург, Пенсильвания, США) — американский порноактёр и фитнес-тренер.

## Карьера
Свои первые порнографические начинания Синс начал с помощью рекламных объявлений на портале Craigslist. В Brazzers его называли «палочкой-выручалочкой» студии, он снялся в более чем в 1000 их сцен по состоянию на апрель 2019 года.
10 июня 2015 года Pornhub запустил краудфандинговую кампанию через Indiegogo, направленную на производство первого фильма для взрослых в космосе. Джонни Синса и Еву Ловию утвердили на главные роли. В случае успешного финансирования проекта они должны были пройти шестимесячную подготовку к запуску, включая тренировки в условиях невесомости. За 60 дней кампания собрала 236 тыс. долларов, не достигнув своей цели в 3,4 млн долларов.
В начале 2017 года Синс и порнозвезда Кисса Синс, запустили свой YouTube-канал SinsTV, на котором вели хронику своей повседневной жизни и давали советы по сексу. Видео, в котором Синс пробует различные турецкие закуски, на короткое время стало популярным видео на YouTube в Турции.
В 2018 году Синс получил награду «Самый популярный исполнитель по версии женщин» на ежегодной церемонии Pornhub Awards.
В 2020 году Синс перестал сниматься в порнофильмах для известных студий, основал собственную студию SinsLife и сосредоточился на производстве собственного контента вместе с порноактрисой (и женой) Киссой Синс. По данным на 2024 год, снялся в более чем 3000 порнофильмах (включая компиляции).
В России и странах СНГ известен как «лысый из „Браззерс“».

## Премии и номинации[1]
AVN Award
2011
- Номинация: Unsung Male Performer of the Year

2012
- Номинация: Unsung Male Performer of the Year
- Номинация: Most Outrageous Sex Scene, Introducing the Russo Twins (2010)

2013
- Номинация: Best Three-Way Sex Scene: G/G/B, Brazzers Presents: The Parodies 2 (2012)
- Номинация: Unsung Male Performer of the Year

2014
- Номинация: Best Group Sex Scene, Bridesmaids (2013)

2015
- Номинация: Male Performer of the Year
- Номинация: Fan Award: Favorite Male Porn Star

2016
- Номинация: Best Boy/Girl Sex Scene, Sins Life 2 (2015)

Rogreviews' critics choice awards
2012
- Номинация: Best Male Performer

Sex Awards
2013
- Номинация: Hottest Adult Stud

Spank Bank Awards
2015
- Номинация: Dick of the Year

The Fannys
2013
- Номинация: Male Performer of the Year

XBIZ Award
2014
- Номинация: Male Performer of the Year
- Номинация: Best Scene — Vignette Release, My Dad’s Hot Girlfriend 17 (2013)
- Номинация: Best Scene — Feature Movie, Bridesmaids (2013)
- Номинация: Best Scene — Vignette Release, Big Tits at Work 17 (2012)

2015
- Номинация: Best Scene — Vignette Release, Doctor’s Orders (II) (2014)

2016
- Победа: Best Scene — Vignette Release, Let’s Play Doctor (2015)
- Номинация: Male Performer of the Year

XRCO Award
2014
- Номинация: Male Performer of the Year

2015
- Номинация: Unsung Swordsman of the Year

## Влияние и упоминания
Благодаря многочисленным появлениям в порнофильмах Синс получил определённую известность в Интернете и в то же время стал «иконой мемов». Мемы, вдохновлённые Синсом, часто ссылаются на множество различных профессий, которые исполнитель уже сыграл в своих фильмах.
В 2017 году российская панк-рок группа «Йорш» выпустила песню «Лысый из Brazzers» и включила её в свой альбом «Сквозь Тьму».